# Nicky Oppenheimer
Pour les articles homonymes, voir Oppenheimer.
Nicky Oppenheimer (de son vrai nom Nicholas F. Oppenheimer), né à Johannesburg le 8 juin 1945, est un homme d'affaires sud-africain. Milliardaire, il est l'ancien président de la compagnie d'extraction de diamants De Beers et de sa filiale Diamond Trading Company (en). Il possède d'importantes parts de la holding britannique Anglo American.

## Biographie
Petit-fils de Ernest Oppenheimer, fondateur de l'Anglo American, fils de Harry Oppenheimer, Nicky Oppenheimer est diplômé de politique, philosophie et économie à l'université d'Oxford.
En 1968, il est l'assistant personnel d'un membre du conseil d'administration de l'Anglo American, entreprise dirigée par son père et au sein de laquelle il occupe ensuite plusieurs autres postes, jusqu'à en devenir le directeur en 1974.
En 1978, Nicky Oppenheimer accède au poste de directeur du diamantier De Beers. En 1998, il devient président du conseil d'administration de De Beers.
En 1999, il s'associe avec deux amis pour créer Greene and Partners Investments, un fonds d'investissement focalisé sur les projets africains.
En 2002, à la suite de la sortie du film Blood Diamond, Nicky Oppenheimer s'en indigne en affirmant que « [ce film] est à ranger dans les placards de l’Histoire ».
En novembre 2011, la famille Oppenheimer cède les 40 % de parts qu'elle possédait dans le groupe De Beers à Anglo American.

## Fortune
En 2011, Forbes le classe comme première fortune d'Afrique du Sud avec plus de 7 milliards de dollars.
En 2014, Forbes le classe 3e fortune africaine avec 6,8 milliards de dollars.

## Prix et récompenses
- Ordre de l'Honneur présidentiel du Botswana (2004)[7]

## Vie privée
Nicky Oppenheimer est marié à Orcillia "Strilli" Lasch depuis 1968, avec qui ils ont un fils, Jonathan. 